# Clarks Anemonenfisch

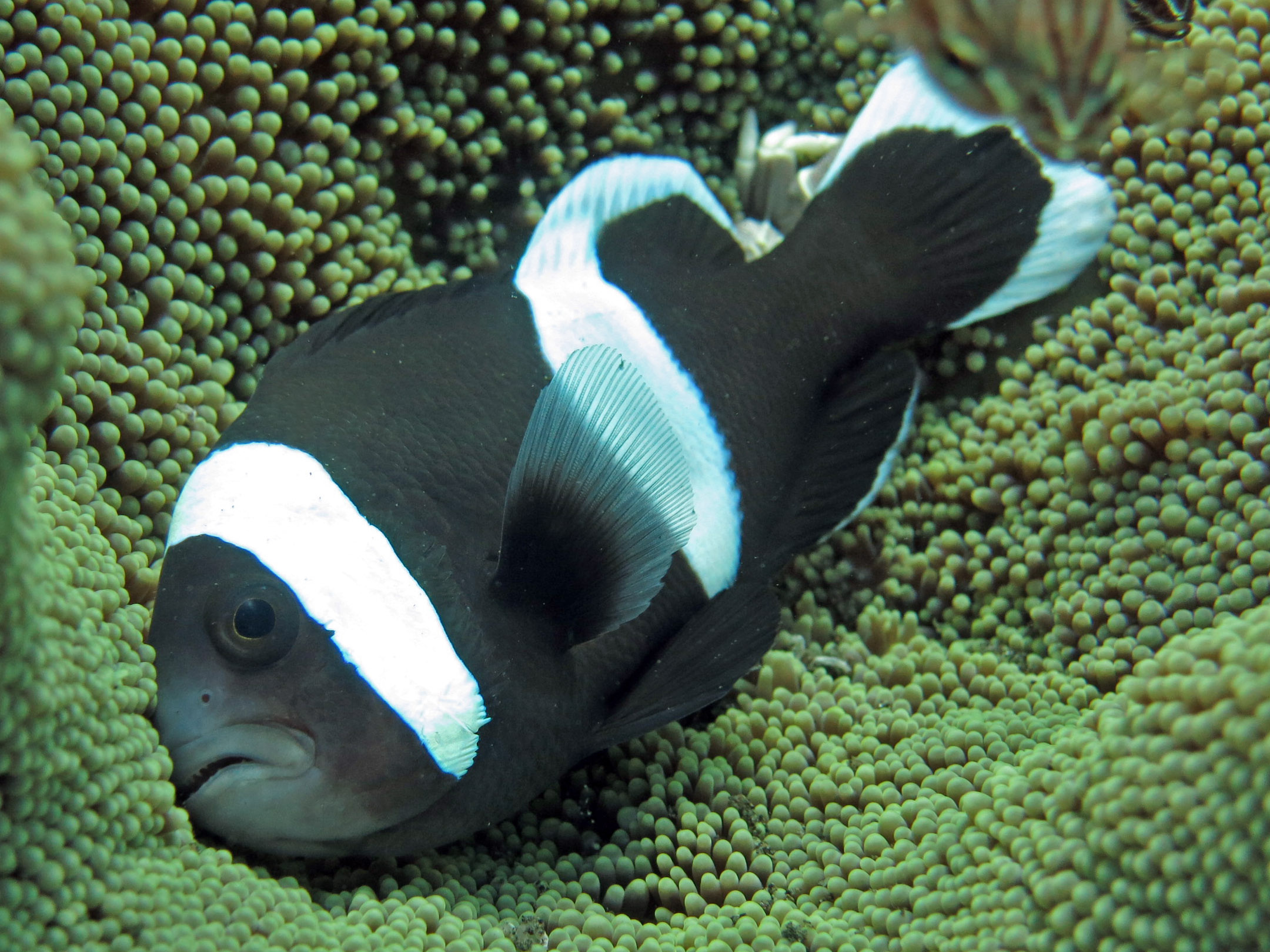
Weitgehend Schwarzes Exemplar in Mertens Anemone

Clarks Anemonenfisch (Amphiprion clarkii) hat von allen Anemonenfischen die weiteste Verbreitung. Er lebt in den Korallenriffen Südostasiens, von der Küste Nordaustraliens bis Südjapan, von Melanesien bis in die nördlichen Gewässern des Indischen Ozeans und im Persischen Golf. Seine weite Verbreitung kommt von seiner für Anemonenfische langen planktonischen Larvenphase, in der die Larven von den Meeresströmungen weit verdriftet werden.

## Merkmale
Clarks Anemonenfisch erreicht eine Maximallänge von 14 bis 15 Zentimeter. Die Grundfärbung ist schwarz, Teile von Kopf, Unterseite und Flossen sind gelblich  oder orange. Auf den Körperseiten befinden sich drei weiße Querstreifen, der erste hinter den Augen, der zweite unterhalb des Übergangs vom hartstrahligen Abschnitt zum weichstrahligen Teil der Rückenflosse und der letzte auf dem Schwanzstiel. Die Schwanzflosse ist weiß oder gelb. Jungfische und adulte Tiere von Vanuatu oder Neukaledonien können auch fast vollständig gelborange gefärbt sein und nur die vorderen zwei weißen Querstreifen zeigen. Exemplare die in Symbiose mit Mertens Anemone (Stichodactyla mertensii) zusammenleben können mit Ausnahme der hellen Querstreifen und der Schwanzflosse auch völlig schwarz sein. Die Rückenflosse wird von 10 Hart- und 15 bis 16 Weichstrahlen gestützt, bei der Afterflosse sind es 2 Hart- und 13 bis 14 Weichstrahlen.
Als ökologischer Generalist akzeptiert Clarks Anemonenfisch alle zehn Symbioseanemonen als Partner. Es wurde beobachtet das Clarks Anemonenfisch die Symbioseanemonen zusammen mit dem Orangen Anemonenfisch (Amphiprion sandaracinos) bewohnt.